# Mezilaurus subcordata
Mezilaurus subcordata là loài thực vật có hoa trong họ Nguyệt quế. Loài này được (Ducke) Kosterm. miêu tả khoa học đầu tiên năm 1936.